# Новоорський район
Новоо́рський район (рос. Новоорский район) — муніципальний район у складі Оренбурзької області Російської Федерації.
Адміністративний центр — селище Новоорськ.

## Географія
Район межує: на заході — з Гайським міським округом, на півночі — з Кваркенським, на північному сході — з Адамовським районами, на півдні — з Ясненським міським округом і Домбаровським районом області, на південному заході межує з Орським міським округом.

## Історія
Новоорський район утворений 1935 року. У період 1963-1966 років був ліквідований у зв'язку з адміністративною реформою.

## Населення
Населення — 26589 осіб (2019; 29428 в 2010, 33085 у 2002).

## Адміністративний поділ
Район адміністративно поділяється на 9 сільських поселень:
| Поселення                   | Площа, км² | Населення, осіб (2002) | Населення, осіб (2010) | Населення, осіб (2019) | Центр                                    | Населені пункти |
| --------------------------- | ---------- | ---------------------- | ---------------------- | ---------------------- | ---------------------------------------- | --------------- |
| Будамшинська сільська рада  | 432,37     | 1733                   | 1263                   | 1055                   | Будамша                                  | 3               |
| Горьковська сільська рада   | 674,21     | 1819                   | 1307                   | 1104                   | Горьковське                              | 4               |
| Добровольська сільська рада | 565,85     | 1574                   | 1155                   | 834                    | Добровольське                            | 4               |
| Енергетицька селищна рада   | 32,18      | 9187                   | 7907                   | 6741                   | Енергетик                                | 1               |
| Караганська сільська рада   | 484,14     | 1288                   | 932                    | 695                    | Караганка                                | 2               |
| Кумацька сільська рада      | 216,43     | 2045                   | 1860                   | 1632                   | Кумак                                    | 2               |
| Новоорська селищна рада     | 82,81      | 12610                  | 12392                  | 12249                  | Новоорськ                                | 3               |
| Приріченська сільська рада  | 402,31     | 1909                   | 1728                   | 1598                   | Центральна Усадьба совхоза «Новоорський» | 3               |
| Чапаєвська сільська рада    | 29,14      | 920                    | 884                    | 681                    | Чапаєвка                                 | 1               |

## Найбільші населені пункти
Нижче подано перелік населених пунктів з чисельність населення понад 1000 осіб:
| № | Населений пункт                          | Населення, осіб (2002) | Населення, осіб (2010) |
| - | ---------------------------------------- | ---------------------- | ---------------------- |
| 1 | Новоорськ                                | 11274                  | 11295                  |
| 2 | Енергетик                                | 9187                   | 7907                   |
| 3 | Кумак                                    | 2045                   | 1860                   |
| 4 | Центральна Усадьба совхоза «Новоорський» | 1471                   | 1352                   |
| 5 | Гранітний                                | 1252                   | 1061                   |

## Господарство
Підприємства району займаються виробництвом картоплі, яєць, плодів, риби. Функціонують 12 сільськогосподарських підприємств та особисті підсобні господарства. Під ріллю зайнято 130013 га.